# Aleksa Jovanović (calciatore)
Aleksa Jovanović (in serbo Алекса Јовановић?; Bor, 27 maggio 1999) è un calciatore serbo, difensore del Makedonija G.P..

## Caratteristiche tecniche
È un difensore centrale che può essere impiegato anche da mediano.

## Carriera
Cresciuto nel settore giovanile del Bor, nel 2015 è stato acquistato dal Radnički Niš con cui ha debuttato fra i professionisti disputando l'incontro di Superliga serba perso 1-0 contro il Partizan del 6 marzo 2016.